# Škoda VOS
Škoda VOS byla speciální pancéřovaná limuzína, vyráběná v letech 1948–1953 pro nejvyšší státní představitele ČSR a ostatních socialistických zemí, ale i pro významné funkcionáře komunistických stran v západoevropských zemích.
Zkratka VOS odkazuje na spojení „vládní osobní speciál“. Přestože automobil nese značku Škoda, tehdejší Automobilové závody, n. p. vyráběly v Mladé Boleslavi pouze podvozkovou část. Motor dodala automobilka Praga a interiér navrhla Tatra. Karosářské provedení je z velké části dílem vysokomýtské společnosti Sodomka (později Karosa), kde se automobily i kompletovaly. Celkem bylo vyrobeno 107 vozů, z toho nejméně 37 těžkých.

## Historie

### Zadání realizace
Vznik vozu spadá do období let 1948/1949, kdy tehdejší policejní generál Josef Pavel zadal vývoj speciální limuzíny pro vysoké státní funkcionáře, které by se měly „využívat výhradně pro průjezd nebezpečným pásmem“. Poté, co vývoj odmítla Tatra i Praga, dostaly příkaz takový automobil vyvinout Automobilové závody, n.p. Mladá Boleslav a jejich šéfkonstruktér inženýr Oldřich Meduna, který měl největší zkušenosti s vývojem a výrobou obrněných vozidel.
Zadání znělo na 50 těžce pancéřovaných vozů pro nejvyšší stranické a státní představitele, 50 lehce pancéřovaných pro doprovod. Zvenčí nesměl být poznat rozdíl mezi verzemi.

### Technické provedení
Vzhledem k požadavku na bezpečnost posádky musel být pancíř vyroben z pětimilimetrových plátů z oceli s příměsí kobaltu, u dvojitého pancéřování bylo mezi vrstvami ocelové pletivo měnící dráhu případných střel. Z těchto plátů byla vytvořena vlastní skříň kabiny, jejíž vnější tvary navrhl sám Meduna (sám tvrdil, že „to byl můj první a poslední návrh karosérie osobního automobilu“).
Po předběžném spočítání spotřeby materiálu se zjistilo, že se hmotnost vozu bude blížit k pěti tunám, a proto musel být zkonstruován i vhodný podvozek. Protože AZNP nevyráběly vhodný motor, byl použit motor Praga N4TA o objemu 5,2 litru. Pro dvouokruhové bubnové brzdy muselo být použito holandského brzdového obložení.
Problém se ukázal u pneumatik – ty byly velmi přetíženy a pro jejich výrobu musel výrobce Mitas Praha vymyslet speciální konstrukci, jinak tkaný kord z egyptské bavlny a musela být dovezena i speciální surová guma. Každá ze zhruba 600 vyrobených pneumatik musela být před expedicí speciálně kontrolována (když pak jeden kus na automobilu s polským maršálem Rokossovským praskl a vůz havaroval, přišel ředitel Mitasu o funkci a málem i o svobodu).
Protože musela být zajištěna neprůstřelnost skel, byly okenní výplně tvořeny několika vrstvami speciálních skleněných tabulí spojených americkým lepidlem – u silně pancéřovaných vozů měly tloušťku 52 mm, u lehce pancéřovaných asi 8 mm. Vlivem toho byly slabě pancéřované vozy rozeznatelné podle světlejších skel, což se zadavateli nelíbilo a skla musela být zničena a vyrobena znovu, tentokrát musely sklárny zajistit namodralý nádech základních tabulí tak, aby po slepení vypadaly silné i slabé tabule stejně. Takto silná skla se pochopitelně nemohla ve dveřích stahovat více než o 5 cm, aby nebylo poznat, jak jsou silná – nemluvě o nemožnosti výroby jednoduchého stahovacího mechanismu pro sklo o hmotnosti až 80 kg. Proto bylo nutné zajistit hydraulické spouštění a do silně pancéřovaných vozů montovat klimatizaci – ta však vyplnila celý zavazadlový prostor a zavazadla se tak vozila v doprovodném slabě pancéřovaném voze bez klimatizace.
Po dokončení stavby prvního funkčního vzorku zadavatel rozhodl, že vůz nesmí vypadat jako pancéřovaný, naopak že to musí být elegantní automobil pro běžné cestování. Proto byl první vzorek sešrotován a s vývojem se začalo téměř znovu, přičemž Medunův tvar karosérie upravili a finalizovali pracovníci vysokomýtské Karosy. Po stavbě prototypu se ještě zjistilo, že se tehdejší první dámě Martě Gottwaldové špatně nastupuje, a proto musel být hotový vůz velmi pracně prodloužen. V téže době měl stížnost tehdejší ministr vnitra Václav Nosek na tvrdá sedadla z Karosy, a proto si poručili sedadla vycpávaná peřím. Další závažný problém měl tehdejší první tajemník KSČ Rudolf Slánský, že pro jeho těhotnou manželku je pérování příliš tvrdé a proto byla listová pera pětitunového vozu lehce zkrácena. V této podobě pak byly vyrobeny ostatní vozy Škoda VOS.
Vůz byl poháněn pětilitrovým šestiválcem z nákladní Pragy N4TA s výkonem 88,3 kW. Hmotnost vozu činila 4,5 tuny, maximální rychlost byla 80 km/h a spotřeba představovala 30 litrů na 100 kilometrů. Nezvyklou součástí Škody VOS byly proti sobě otevírané boční dveře.

### Výroba a uplatnění
Testování bezpečnosti vozu probíhalo na střelnici v Milovicích. Automobil byl vystaven účinkům střel z pušek, pum a granátů. Po neúspěšných zkouškách bylo v Poldi Kladno vyvinuto nové pancéřování z oceli s příměsí kobaltu.
První finální exempláře byly vyrobeny v roce 1950. Podvozky vyráběly tehdejší Automobilové závody, kompletování probíhalo ve vysokomýtské Karose. Celkem bylo vyrobeno 107 kusů. Kvůli tehdejšímu utajení není zcela jasné jejich využití, nicméně existují informace o vývozu do Polska, NDR, Itálie a Číny, kam vůz pro Mao Ce-tunga dovezla speciální delegace vedena Zdeňkem Nejedlým. Do Číny bylo pravděpodobně vyvezeno více exemplářů.

## Současnost
V České republice se nacházejí minimálně dva dochované exempláře Škody VOS. První zakoupilo Regionální muzeum ve Vysokém Mýtě v roce 2017 od soukromého sběratele za milion korun, druhý (lehčí verze bez plného pancéřování) se nachází ve mladoboleslavském Škoda Muzeu.